# PLUS (Nederlandse supermarkt)

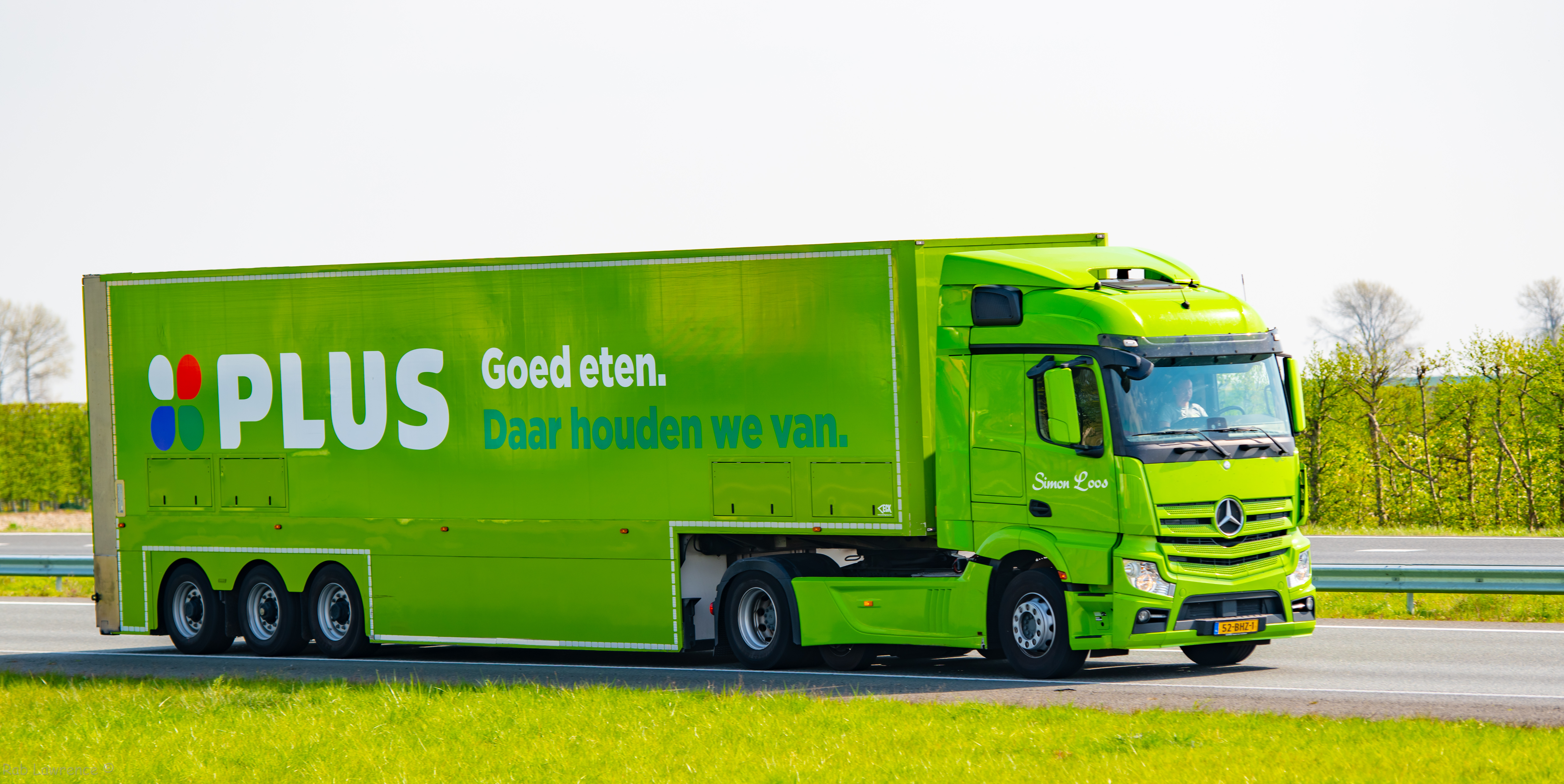
Vrachtwagen van Simon Loos die voor PLUS rijdt.

PLUS is een Nederlandse supermarktketen van Coöperatie PLUS U.A. die aangesloten is bij de inkooporganisatie Superunie. PLUS telt in Nederland ruim 567 vestigingen.

## Geschiedenis

### Ontstaan
De oorsprong van de PLUS vindt zich in tientallen coöperaties die actief waren in de jaren 20 van de 20e eeuw. Zij richtten in 1928 de Coöperatieve Bond van Kruideniers Inkoopvereniging Het Nederlands Sperwerverbond op en ging men onder de naam Sperwer handelen. De Sperwer-formule groeit in de jaren die volgen, maar werd gedurende de jaren 60 uitgefaseerd en vervangen door 4=6-formule. De naam 4=6 verwees naar een "gewaarborgd" spaarsysteem van koopzegels in de winkels waarbij men voor 4 cent, bij elke gulden van het bestede bedrag, zegels kon kopen en deze in een spaarboekje kon plakken. Bij 100 zegels was het boekje vol en kreeg men bij inlevering van het volle boekje ƒ 6,- contant terug terwijl men voor de zegels maar ƒ 4,- had betaald. Hierdoor had men een winst van 50%.
Later werd de 4=6 hernoemd naar Plusmarkt (1987) en PLUS (2001). PLUS heeft een eigen huismerk dat ook een luxere variant kent. Daarnaast voert de keten een lijn met zogenoemde streekproducten. In 2015 bedroeg de consumentenomzet ruim 2,2 miljard euro.

### Groei
In het derde kwartaal van 2006 nam de Sperwer Groep samen met de Sligro Food Group de Edah-formule van Laurus over. Zij richtten samen het consortium S&S-winkels (Sligro&Sperwer) op. Tachtig filialen van Edah gingen over naar Sperwer en werden omgebouwd tot PLUS-supermarkten, eveneens tachtig filialen gingen over naar Sligro. In 2009 voerde de Sperwer Groep een overnamestrijd om de Super de Boer-winkels, maar verloor deze van de combinatie C1000-Jumbo. Een aantal jaren later, in 2018, verloor PLUS opnieuw een overnamestrijd van Jumbo, ditmaal greep het mis bij de overname van EMTÉ.
Op 6 september 2021 werd bekend dat de achterliggende coöperatie van PLUS voornemens was met Coop te fuseren. Daardoor zou de derde supermarktketen van Nederland ontstaan, na Albert Heijn en Jumbo. De fusie werd in december 2021 goedgekeurd en begin 2022 afgerond. Wel zou het nog tot 2024 gaan duren, voordat alle winkels van Coop zouden zijn omgebouwd tot PLUS. Het bedrijf hoopt door schaalvergroting een sterkere positie binnen de markt te veroveren.
In 2024 boekte Plus een brutobedrijfswinst van 100 miljoen Euro, maar leed een nettoverlies van 53 miljoen Euro door het versneld afronden van de fusie met Coop, die moeizaam verliep. Het verlies ontstond door eenmalige kosten gemaakt voor het ombouwen van 17 Coop-winkels naar Plus (15,4 miljoen), de sluiting en voorbereiding van nieuwe distributiecentra (11,5 miljoen), kosten van de integratie van de 2 fusiebedrijven, de overdracht van Coop-winkels aan derden en de reorganisatie (24,7 miljoen euro). Dit nettoverlies over 2024 was gepland en werd opgevangen via het eigen vermogen. Ook was er enig omzetverlies door het verbod op de verkoop van tabaksprodukten sinds 1 juli 2024 (NB: dat verbod gold voor alle Nederlandse supermarktketens).

## Formules
PLUS is de hoofdformule van Coöperatie PLUS U.A. met – anno 2025 – 567 vestigingen. Plus.nl biedt sinds 2015 ook de mogelijkheid bij bepaalde filialen boodschappen online te bestellen en te laten bezorgen.
Het was oorspronkelijk de bedoeling dat alle Coop Compact-filialen onder de naam PLUS Vandaag verder zouden gaan, maar dit experiment is vroegtijdig gestopt. De reeds verbouwde vestigingen van PLUS Vandaag zijn omgebouwd naar een regulier PLUS-filiaal, gesloten of afgestoten.

## Organisatie

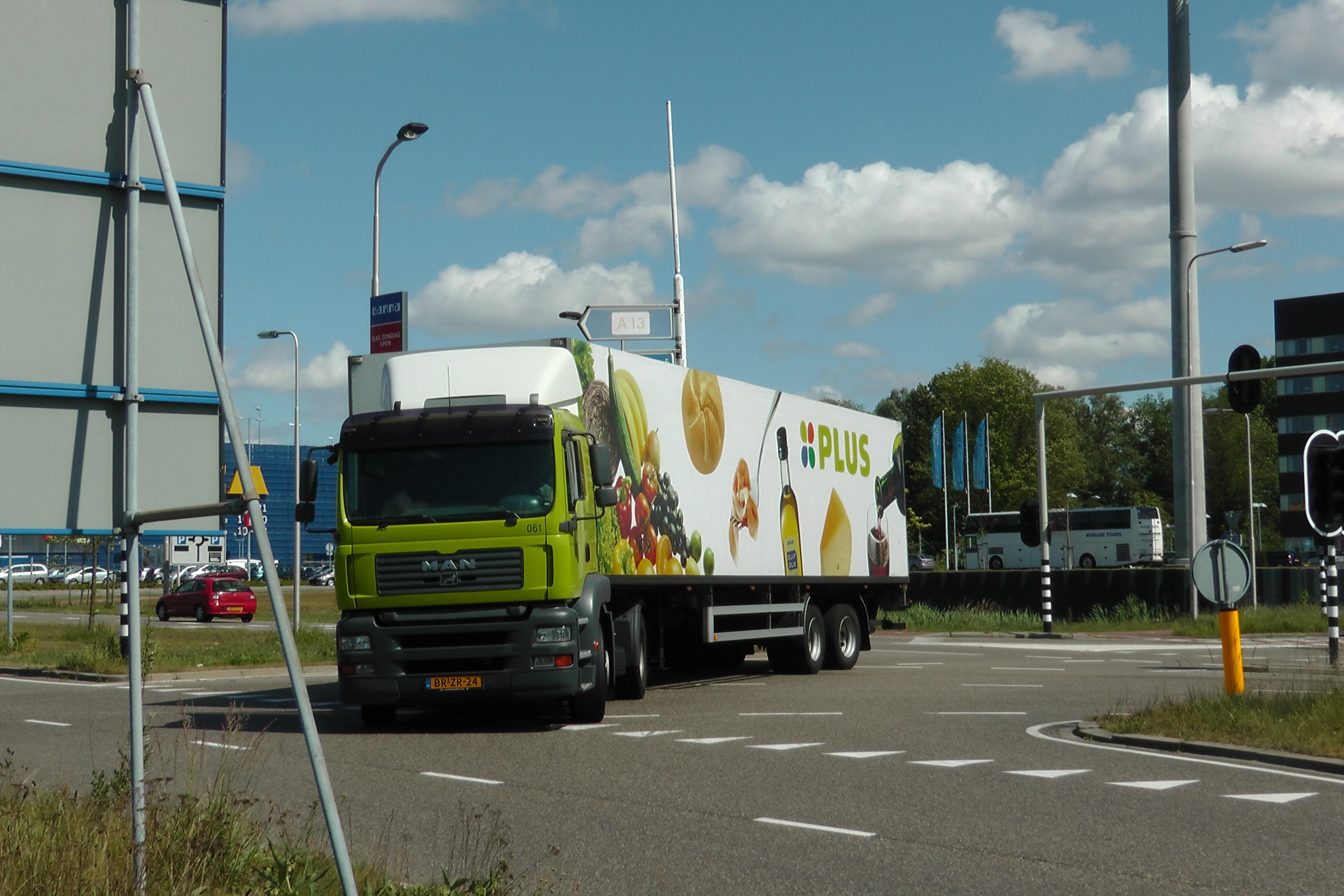
PLUS-vrachtwagen in Delft.

### Eigenaar
De PLUS is onderdeel van Coöperatie PLUS U.A. (PLUS Holding), waarin naast de supermarkten ook de werkmaatschappij PLUS Retail en een belang van 45 procent in supermarktketen Spar zijn ondergebracht. Het grootste aandeel van de omzet van de Coöperatie PLUS U.A. is afkomstig van de PLUS-formule.
PLUS is aangesloten bij inkoopcombinatie Superunie.

### Hoofdkantoor en distributiecentra
De PLUS Retail-organisatie bestaat uit het servicekantoor in Utrecht, vier regionale distributiecentra in Haaksbergen, Ittervoort, Hendrik-Ido-Ambacht en Oss en een landelijk distributiecentrum in Middenbeemster. Er werken ruim 1200 medewerkers. Sinds juli 2024 is er een nieuw distributiecentrum in gebruik in Deventer. De energie die in dit distributiecentrum zal worden gebruikt moet volledig zelf opgewekt worden. Hierbij is het streven om het gehele dak vol te leggen met zonnepanelen.
PLUS Retail bewaakt de formule en ondersteunt de aangesloten ondernemers bij de exploitatie van hun bedrijf.

### Marketing

#### Sponsoring
PLUS was vanaf 2005 partner van de Eredivisie, waar twee keer per jaar, in januari en september, op ingespeeld werd door middel van consumentenacties. In 2010 verving PLUS de voetbalactie door schaatsen, in samenwerking met de KNSB. Nadat Albert Heijn de Eredivisie een aantal jaren sponsorde, is PLUS sinds 2011 opnieuw partner van de Eredivisie. Daarnaast heeft PLUS een samenwerkingsverband met Fonds Gehandicaptensport.

## Onderscheidingen
- In 2010 kreeg de formule voor de vijfde keer een onderscheiding voor 'beste biologische winkelketen' van Milieudefensie en Solidaridad.
- In 2013 werd PLUS door marktonderzoeksbureau MarketResponse uitgeroepen tot het "Klantvriendelijkste bedrijf van Nederland" na een onderzoek onder 2700 respondenten.[11] In 2018 en 2019 kreeg PLUS in hetzelfde onderzoek de prijs voor klantvriendelijkste supermarkt.[12][13]
- In 2019 kreeg PLUS de onderscheiding voor Beste Broodafdeling.[14]
- Sinds 2017 is PLUS jaarlijks uitgeroepen tot Beste Vleeswarensupermarkt.[15][16]
- Sinds 2015 is PLUS jaarlijks uitgeroepen tot Meest Verantwoorde Supermarkt.[17]
- Sinds 2011 is PLUS jaarlijks uitgeroepen tot de beste op het gebied van wijnen.[18][19]